# Miss Mundo 2006

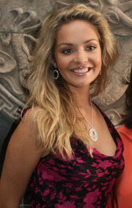
Taťána Kuchařová, Miss mundo 2006

O 56º Miss Mundo aconteceu em Varsóvia, Polônia em 30 de setembro de 2006. A vencedora foi Taťána Kuchařová da República Tcheca. 